# Lutherkirche (Neu Wulmstorf)

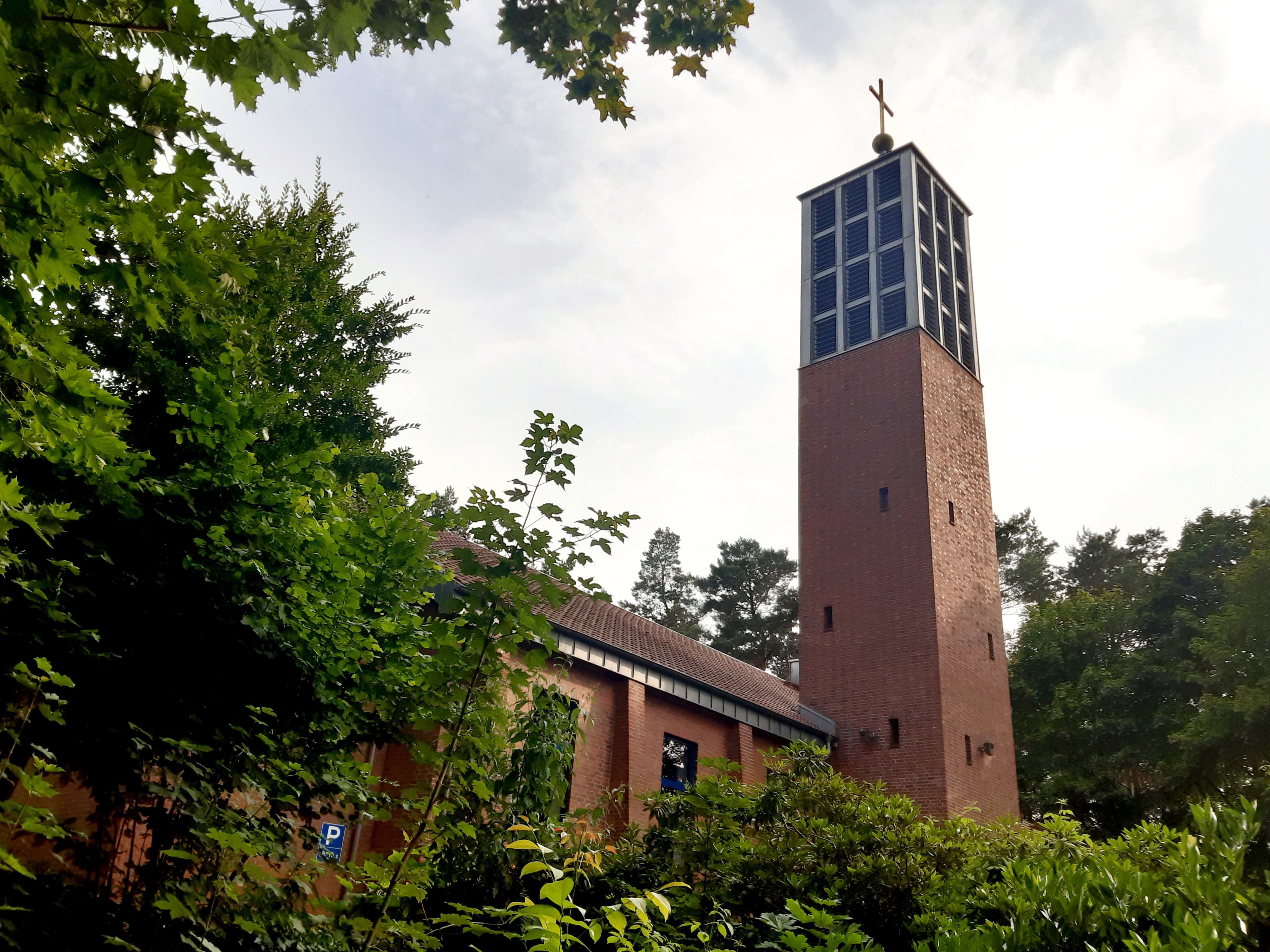
Die Lutherkirche Neu Wulmstorf

Die Lutherkirche ist eine 1956 eingeweihte Kirche der evangelisch-lutherischen Gemeinde in Neu Wulmstorf, dem Kernort der gleichnamigen Einheitsgemeinde im Landkreis Harburg in Niedersachsen. Die Kirchengemeinde gehört zum Kirchenkreis Hittfeld im Sprengel Lüneburg der Evangelisch-lutherischen Landeskirche Hannovers.

## Geschichte

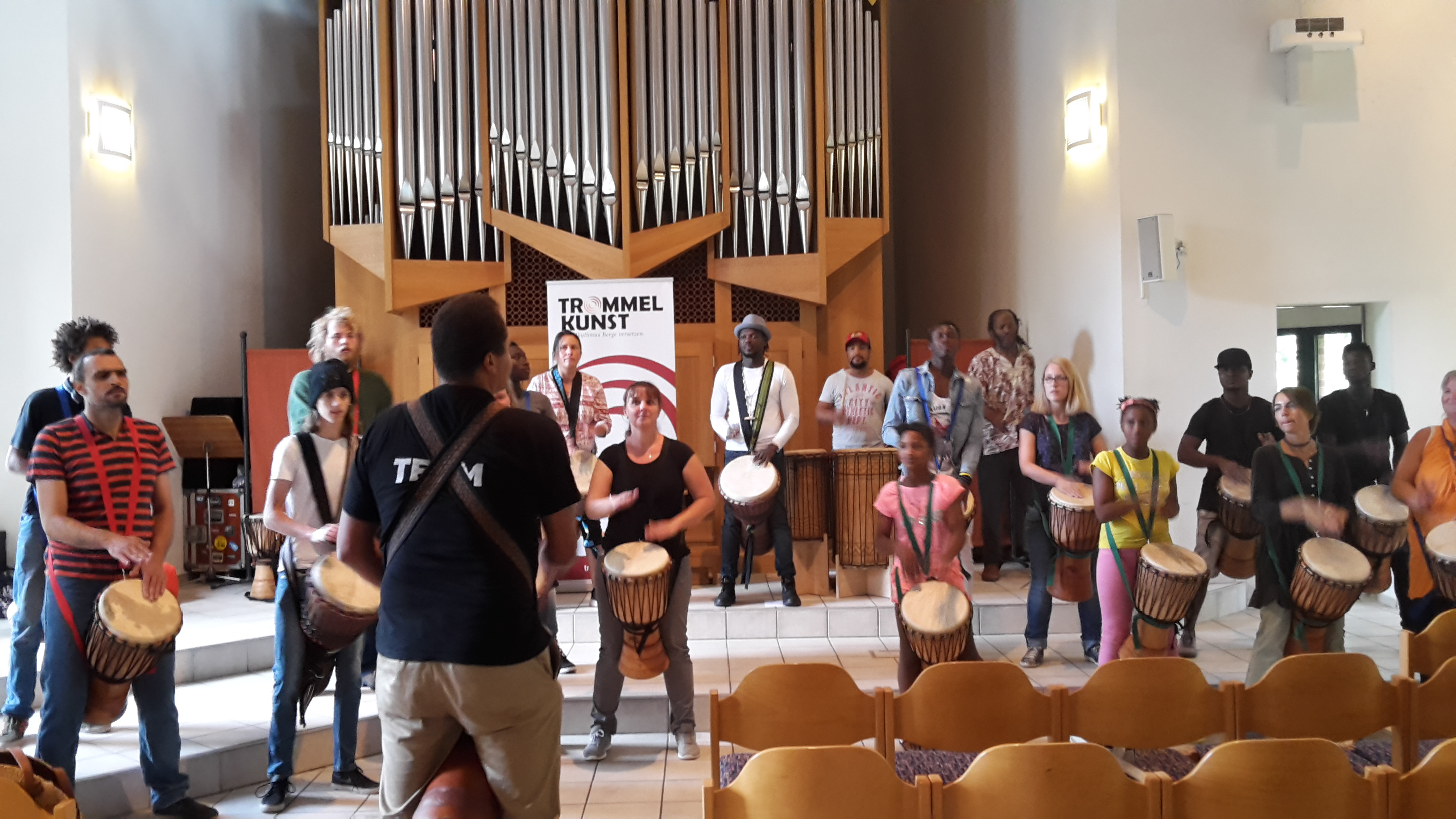
Musikalische Veranstaltung in der Lutherkirche mit der Orgel im Hintergrund (2018).

Die Lutherkirche wurde auf der höchsten Erhebung des Ortes erbaut und in einem Festgottesdienst am 23. Dezember 1956 von Landesbischof Hanns Lilje eingeweiht. Der nach dem Zweiten Weltkrieg rasch wachsende Ort Neu Wulmstorf wurde kirchlich zunächst von der Nicolaikirche in Elstorf versorgt.  Die Ansiedlung vieler Flüchtlinge und Vertriebener, insbesondere aus Bessarabien, gab den entscheidenden Impuls zum Kirchbau und zur Gemeindegründung. "Der Bau der 'Lutherkirche' entstand unter großer Beteiligung der Gemeindemitglieder. Vieles wurde in Eigenarbeit bewältigt." Nach der Fertigstellung dauerte es zwei Jahre, bis dass die Anbindung an die Elstorfer Nicolaikirche gelöst wurde. "Seit 1958 ist Neu Wulmstorf selbständiger Kirchort."
Innerhalb kurzer Zeit wurden weitere Gebäude auf dem Lutherkirchberg errichtet: Das Pfarrhaus 1 unterhalb der Kirche von 1959, das Gemeindehaus 1 von 1964 und der Lutherkindergarten von 1971 bilden ein Ensemble mit der Kirche. Stetiges Gemeindewachstum und der Wunsch, aus der Randlage mehr in den Ortskern zu rücken, führten dazu, dass es nach dem Bau des Gemeindehauses 2 (1974) und des Pfarrhauses 2 (1984) einen zweiten Standort der Lutherkirchengemeinde an der Wilhelm-Busch-Straße gab. Nach Verkauf und Abriss des Gemeindehauses 2 im Jahr 2018 ist von diesem Standort lediglich das Pfarrhaus 2 übrig.
1998 erfolgte der Abriss großer Teile der alten Lutherkirche und es wurde mit der Erneuerung der Kirche begonnen, da die Zahl der Gemeindemitglieder stark angewachsen war und die alte Kirche allmählich baufällig wurde. Aufgrund zu hoher Kosten für Um- und Ausbaumaßnahmen entschloss man sich für einen Teilabriss. Auch sollte die Kirche baulich den neuen Bedürfnissen einer Begegnungsstätte angepasst werden.
Zu Pfingsten 2000 wurden die in einem modernen Erscheinungsbild erneuerte Kirche und die neue Orgel aus der Werkstatt Eule eingeweiht. Die Kirche bietet im Kirchraum und auf der Empore bis zu 360 Sitzplätze.

## Innenraum
Ursprünglich war die Kirche klassisch nach Osten ausgerichtet. Bei der Runderneuerung erfolgte eine Drehung, der Altar befindet sich nun unterhalb des ebenfalls verlegten, von Gerhard Hausmann gestalteten Auferstehungsfensters in Südrichtung, die neue Orgel des Orgelbauers Eule am ehemaligen Standort des Altares.
Ursprünglich waren der Altar, Lesepult, Taufbecken- und Osterkerzenständer komplett aus Glas gestaltet. Nach einem Schaden wurde ein Teil des Altars durch Holz ersetzt. Es ist lediglich ein Lesepult vorhanden. Da auf die Errichtung einer Kanzel verzichtet wurde, wird von diesem Pult aus auch die Predigt gehalten. Die  Antependien dienen nicht als Altar- und Kanzelbehang, sondern schmücken die Wände des Altarraums. Der Kirchraum wurde nicht mit Sitzbänken, sondern mit im Halbkreis angeordneten Stühlen ausgestattet.
Die Lutherkirche verfügt seit 1956 über drei Glocken, die in Bochum gegossen wurden.

## Orgel
„Die Orgel besitzt unter Einbeziehung von zwei Registerauszügen und vier Transmissionen 30 klingende Stimmen mit insgesamt 1763 Pfeifen. 38 davon sind im Prospekt sichtbar, alle klingend. Aus Holz sind 152 gefertigt, die anderen aus unterschiedlicher Zinn-Blei-Legierung. In 198 Pfeifen wird der Ton durch eine schwingende Metallzunge erzeugt, sie gehören zu den Registern Trompete 8′, Vox humana 8′, Oboe 8′ und Posaune 16′. Die technische Anlage interpretiert die traditionelle historische Bauweise neu. Das Spiel- und Regierwerk ist rein mechanisch gebaut unter Verwendung klassischer Materialien und ausgesuchter Hölzer. Die Anlage der Spieltraktur folgt den im Barock üblichem Prinzip des einarmigen Tastenhebels. Der Organist hat damit eine sensible und direkte Verbindung zu den Spielventilen und kann sein Spiel nuanciert darstellen. Zwei Doppelfaltenmagazinbälge im hinteren Teil der Orgel, gespeist von einem elektrischen Winderzeuger, versorgen die Pfeifen, auch bei vollem Spiel, ausreichend mit ausbalanciertem Wind. Umschlossen wird das gesamte Werk von einem Gehäuse aus massivem Eichenholz. Die Prospektgestaltung versucht die ausgeprägte Funktionalität der Raumarchitektur aufzunehmen und sich so gestalterisch in dem Gesamtensemble zu integrieren. Als schmückendes Element sind über den Prospektpfeifen vergoldete Schleierornamente angebracht, die der gregorianischen Notenschrift entlehnt sind. Einzelne Stücke entsprechen originalen Notenzeichen.“
Die Disposition lautet wie folgt:
| I Hauptwerk C–g3 |                |       |
| 2.               | Bourdun        | 16′   |
| 2.               | Principal      | 8′    |
| 3.               | Rohrflöte      | 8′    |
| 4.               | Viola da Gamba | 8′    |
| 5.               | Octav          | 4′    |
| 6.               | Koppelflöte    | 4′    |
| 7.               | Quint          | 2 ⁄3′ |
| 8.               | Oktave         | 2′    |
| 9.               | Cornett V      | 2′    |
| 10.              | Mixtur IV      | 1 ⁄3′ |
| 11.              | Trompete       | 8′    |

| II Schwellwerk C–g3 |                          |       |
| 12.                 | Gedackt                  | 8′    |
| 13.                 | Salicional               | 8′    |
| 14.                 | Unda Maris               | 8′    |
| 15.                 | Principal                | 4′    |
| 16.                 | Rohrflöte                | 4′    |
|                     | Nasat (Vorabzug aus 17)  | 2 ⁄3′ |
| 17.                 | Sesquialtera II          |       |
| 18.                 | Flageolett               | 2′    |
|                     | Quinte (Vorabzug aus 19) | 1 ⁄3′ |
| 19.                 | Mixtur III               | 1′    |
| 20.                 | Vox humana               | 8′    |
| 21.                 | Hautbois                 | 8′    |
|                     | Tremulant                |       |

| Pedal C–f1 |                |             |
| 22.        | Subbaß         | 16′         |
| 23.        | Violonbaß      | 16′         |
|            | Bordun         | 16′ (aus 1) |
| 24.        | Octavbaß       | 8′          |
|            | Viola da Gamba | 8′ (aus 4)  |
|            | Oktave         | 4′ (aus 5)  |
| 25.        | Posaune        | 16′         |
|            | Trompete       | 8′ (aus 11) |

- Koppeln: II/I, I/P, II/P